# Hayley
Hayley  è un nome proprio di persona inglese femminile.

## Varianti
- Femminili: Hailey[1], Haylee[1][2], Hailee[1], Hayleigh[1][2], Haleigh[1], Haley[1], Haylie[1][2], Hailie[1]

## Origine e diffusione
Riprende il cognome inglese Hayley, a sua volta derivato dal toponimo di una città inglese che significa "radura di fieno" o "campo di fieno", composto dalle parole inglesi antiche heg ("fieno", presente anche nel nome Hayden) e leah ("radura", "spiazzo", "prato", presente anche in Shirley, Shelley, Stanley, Bradley e Ashley).
Venne reso celebre dall'attrice bambina Hayley Mills, ma non divenne diffuso fino ad un decennio dopo che lei divenne famosa.

## Onomastico
Il nome è adespota, non essendo portato da alcuna santa, quindi l'onomastico ricade il 1º novembre, giorno di Ognissanti.

## Persone
- Hayley Atwell, attrice britannica

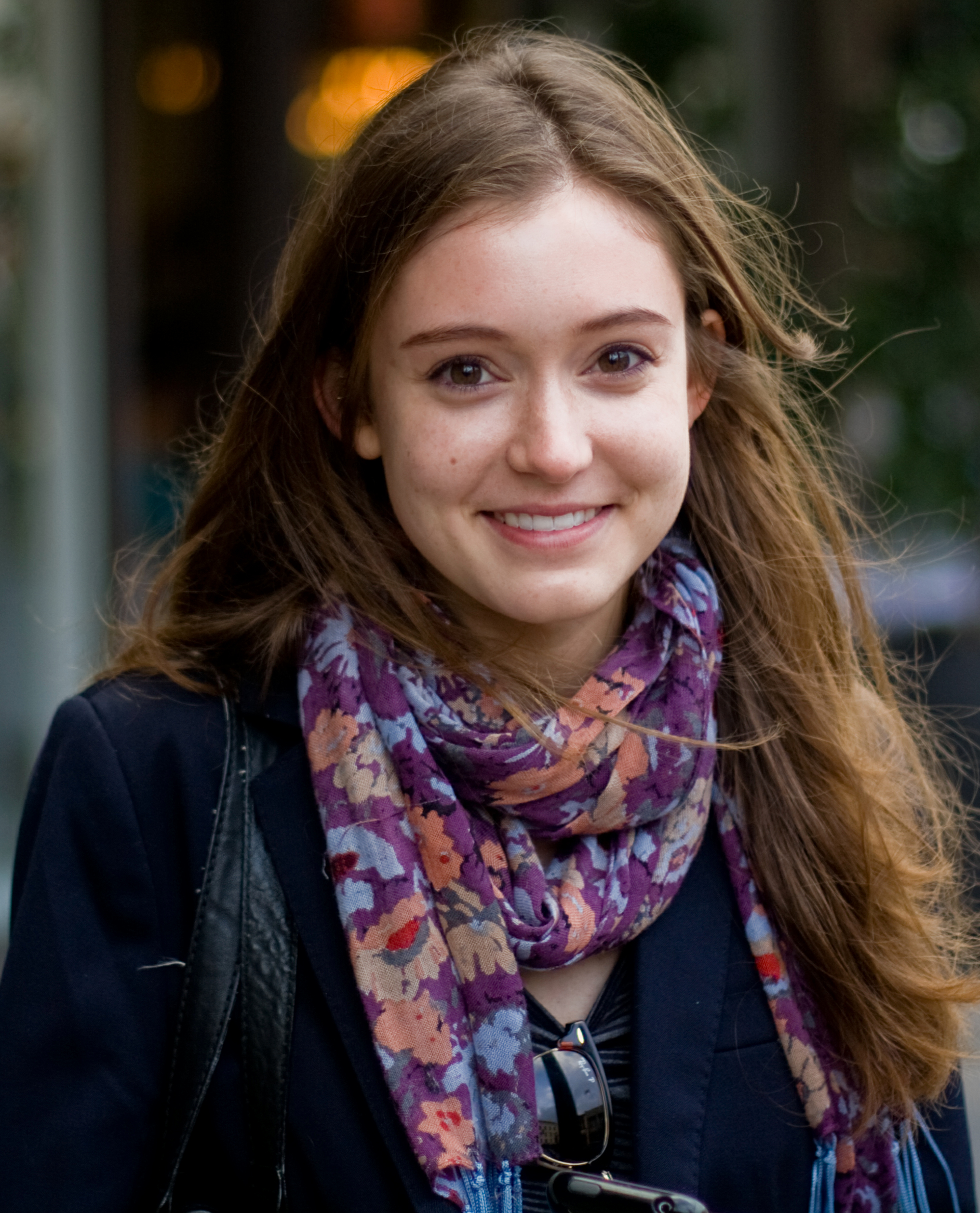
Hayley McFarland

- Hayley Kiyoko, attrice, cantante e ballerina statunitense
- Hayley Lewis, nuotatrice australiana
- Hayley McFarland, attrice e cantante statunitense
- Hayley Mills, attrice britannica
- Hayley Peirsol, nuotatrice statunitense
- Hayley Westenra, cantante neozelandese
- Hayley Wickenheiser, hockeista su ghiaccio canadese
- Hayley Williams, cantante, pianista e chitarrista statunitense

### Variante Haley

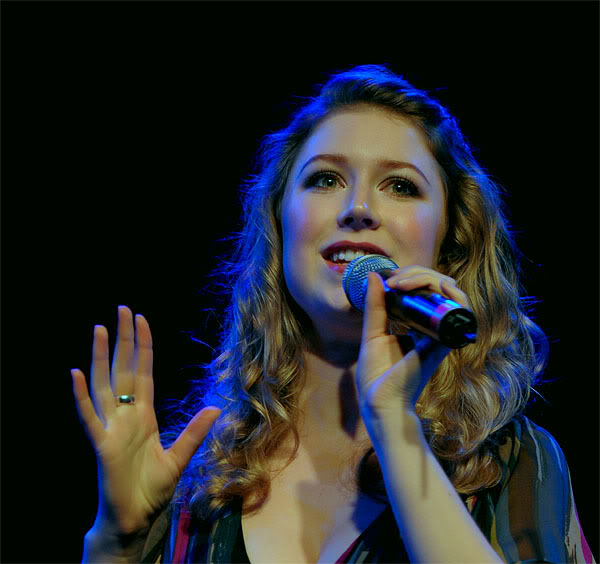
Hayley Westenra

- Haley Bennett, attrice e cantante statunitense
- Haley Paige, pornoattrice messicana naturalizzata statunitense
- Haley Pullos, attrice statunitense
- Haley Ramm, attrice statunitense
- Haley Lu Richardson, attrice statunitense

### Altre varianti
- Haylie Duff, attrice e cantante statunitense
- Hailey Duke, sciatrice alpina statunitense
- Haylie Johnson, attrice statunitense
- Hailee Steinfeld, attrice e cantante statunitense
- Hailey Baldwin, modella statunitense

## Il nome nelle arti
- Hayley Armstrong è un personaggio della serie televisiva Melrose Place.
- Haley Dunphy è un personaggio della serie televisiva Modern Family.
- Haley James Scott è un personaggio della serie televisiva One Tree Hill.
- Hayley Marshall è un personaggio dei telefilm The Vampire Diaries e The Originals
- Hailey Nichol è un personaggio della serie televisiva The O.C..
- Hayley Shanowski è un personaggio della serie televisiva Hope & Faith.
- Hayley Smith è un personaggio della serie animata American Dad!.
- Hayley Wheaton è un personaggio del telefilm Aiuto sono mia sorella.
- Halley Wolowitz è un personaggio della sitcom The Big Bang Theory.